# كيم تشانغ-سون
كيم تشانغ-سون هو سياسي كوري شمالي، ولد في 1944 في Myongchon County ‏ في كوريا الشمالية. نشط حزبياً في حزب العمال الكوري.